# Phylloxiphia formosa
Phylloxiphia formosa là một loài bướm đêm thuộc họ Sphingidae. Nó được tìm thấy ở Sierra Leone, Liberia và Bờ Biển Ngà to Cộng hòa Trung Phi, Uganda và Tanzania, phía nam đến Zambia.